# Ferdinand von Colloredo-Mannsfeld

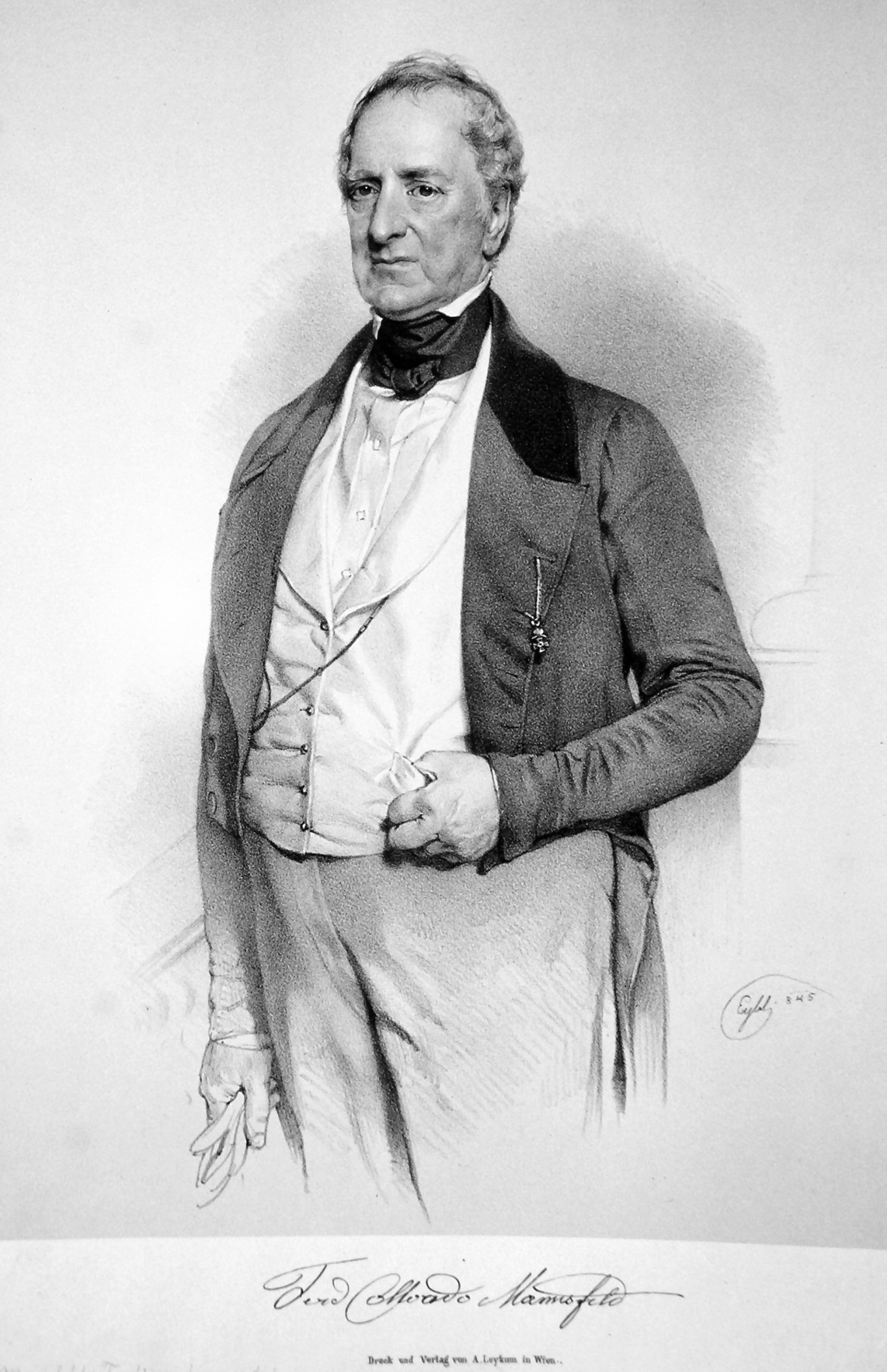
Ferdinand von Colloredo-Mansfeld, Lithographie von Franz Eybl, 1845

Ferdinand Graf von Colloredo-Mannsfeld (* 30. Juli 1777 in Wien; † 10. Dezember 1848 auf Schloss Stiebar bei Gresten, Niederösterreich) war ein österreichischer Diplomat, Politiker, Großgrundbesitzer und Unternehmer.

## Familie
Er stammte aus dem ursprünglich italienischen Adelsgeschlecht Colloredo und war Sohn des Fürsten Franz de Paula Gundaker von Colloredo-Mannsfeld. Die Mutter war Maria Isabella, geb. Gräfin von Mannsfeld.
Er selbst heiratete 1801 Auguste Freiin Groschlag von Dieburg. Die Ehe wurde 1809 für nichtig erklärt. Danach heiratete er 1810 in Zürich die Patriziertochter Maria von Ziegler. Aus der Ehe gingen zwei Kinder hervor. In dritter Ehe war er seit 1842 mit Emilie Freiin von Metzburg verheiratet.

## Leben
Er war eigentlich für den geistlichen Stand vorgesehen und studierte Rechtswissenschaften in Würzburg und Göttingen. Danach trat er in den kaiserlichen diplomatischen Dienst. Im Jahr 1801 war er kurböhmischer Gesandter beim Reichstag in Regensburg. Er war an den Beratungen beteiligt, die zum Reichsdeputationshauptschluss führten. Danach war er Gesandter in Neapel.
Im Jahr 1808 zog er sich ins Privatleben zurück. Während des Krieges von 1809 war er Major einer Landwehreinheit. Er zeichnete sich unter anderem in den Schlachten von Aspern und Wagram aus. Auf Betreiben von Erzherzog Karl wurde ihm das Kommandeurskreuz des Leopoldsorden verliehen. Nach dem Krieg kehrte er erneut auf seine Besitzungen zurück. Erst 1814 nach der Rückkehr Napoleons leistete er erneut Kriegsdienst. Zunächst diente er im Hauptquartier Schwarzenbergs und wurde dann in die Schweiz entsandt.
Nach dem Krieg wurde er 1822 Verordneter des Herrenstandes im niederösterreichischen Landtag. Insbesondere hatte er großen Anteil an der Grundsteuerregulierung nach 1824.
Er war auf den Gütern zu Staatz Gründer der ersten Zuckerfabrik des Landes. Daneben machte er sich um die wirtschaftliche Entwicklung des Landes verdient. Er war 1819 an der Gründung der ersten österreichischen Sparkasse und 1825 an der Entstehung der wechselseitigen Brandschadens-Versicherungsgesellschaft beteiligt. Im Jahr 1838 wurde er zum Generalhofbaudirektor ernannt. Als solcher hat er sich um die Verringerung der Brandgefahr in Wien verdient gemacht. Auch wurde eine zweite Wasserleitung vom Tiergarten nach Schloss Schönbrunn verlegt. Hinzu kommen weitere bauliche Maßnahmen. Gegen Widerstände aus konservativen Kreisen hat er 1840 die Gründung des niederösterreichischen Gewerbevereins mit betrieben. Dieser wurde zum Treffpunkt von Bürgertum und Adel. Neben wirtschaftlichen wurden auch politischen Themen im Sinne einer gemäßigten Reformpolitik behandelt.
Zu Beginn der Märzrevolution wurde er Kommandant der Akademischen Legion und versuchte mäßigend zu wirken. Von den Radikalen mit Verhaftung bedroht, floh er und trat von dem Posten zurück.